# إطلاق النار على أشلي بابيت
في 6 يناير 2021، أثناء اقتحام الكابيتول بالولايات المتحدة، قُتلت إحدى المشاغبين، آشلي بابيت، برصاص ضابط شرطة الكابيتول مايكل بيرد بينما كانت تخترق مدخلًا محصنًا يؤدي إلى ردهة المتحدث، حيث تم إجلاء أعضاء مجلس النواب الأمريكي.
في مقابلة أجريت في 26 أغسطس 2021، عرّف بيرد ضابط شرطة الكابيتول نفسه علنًا على أنه الضابط الذي أطلق الرصاصة القاتلة على بابيت. تم التحقيق في إطلاق النار واعتبر أنه «قانوني وضمن سياسة الإدارة»، وتم تبرئة الضابط بيرد رسميًا من أي مخالفة.

## اشلي بابيت
تم تجنيد آشلي بابيت في القوات الجوية الأمريكية في عام 2004، وخدم لمدة اثني عشر عامًا؛ منذ عام 2010، خدمت في الحرس الوطني الجوي. وبحسب ما ورد تم نشر بابيت في أفغانستان والعراق والكويت وقطر. وصلت إلى رتبة طيار كبير.

كان بابيت من مؤيدي دونالد ترامب، وأحد أتباع مُنظِّر المؤامرة إل لين وود. قبل وصولها إلى مبنى الكابيتول، قبل وصولها إلى مبنى الكابيتول، أعادت بابيت تغريد مكالمات من وود لرئيس قضاة المحكمة العليا في الولايات المتحدة جون روبرتس على الاستقالة واتهم نائب الرئيس مايك بنس الخيانة، تحت مقبض تويتر CommonAshSense. في الخامس من كانون الثاني (يناير) 2021، اليوم السابق للهجوم على مبنى الكابيتول، أعاد بابيت تغريده:
«لا شيء يمكن أن يوقفنا.... يمكنهم المحاولة والمحاولة ولكن العاصفة هنا وهي تهبط على العاصمة في أقل من 24 ساعة.... من الظلام إلى النور.... »
«العاصفة» هو مصطلح يستخدمه كيو أنون، وهي نظرية مؤامرة يمينية تعتقد أن عصابة، من المشتهي الأطفال الشيطانيين وأكلي لحوم البشر يديرون حلقة عالمية للإتجار بالجنس مع الأطفال والتي تآمرت ضد الرئيس الأمريكي السابق دونالد ترامب أثناء ولايته في المنصب. وصف الخبراء كيو أنون بأنه عبادة. الاعتقاد المركزي بين أعضاء كيو أنون هو أن ترامب كان يخطط لعملية لاذعة واسعة النطاق على العصابة، مع اعتقالات جماعية للآلاف من أعضاء العصابة في يوم يعرف باسم «العاصفة». كان بابيت من أتباع كيو أنون.

## الأحداث

### هجوم الكابيتول
ابتداءً من ديسمبر، شجع ترامب مرارًا وتكرارًا أنصاره على الاحتجاج في واشنطن العاصمة في 6 يناير دعمًا لحملته لإلغاء نتائج الانتخابات، وطلب من مؤيديه «كونوا هناك، ستكون جامحًا!» وانتقدت هيئة تحرير صحيفة واشنطن بوست ترامب لحثه على الاحتجاجات في الشوارع، مشيرة إلى أعمال عنف سابقة قام بها بعض أنصار ترامب في مسيرتين سابقتين وبيانه السابق خلال مناظرة رئاسية يطلب من الأولاد الفخورون «قف جانبا واستمرّ». نظمت مجموعات متعددة من أنصار ترامب «المتشددين» مسيرات في واشنطن في ذلك اليوم: نساء من أجل أمريكا أولاً؛ تحالف الثمانين بالمائة (أيضًا في ساحة الحرية) (يشير اسم المجموعة إلى الاعتقاد بأن حوالي 80% من ناخبي ترامب لا يقبلون شرعية فوز بايدن)؛ و «الأغلبية الصامتة» (مجموعة نظمها ناشط محافظ في ساوث كارولينا). تصدّر جورج بابادوبولوس وروجر ستون، حلفاء ترامب المتحمسون، بعض الأحداث. بالإضافة إلى الأحداث المنظمة رسميًا، تعهد الأولاد الفخورون، وجماعات يمينية متطرفة أخرى، وأنصار التفوق الأبيض، بالتوجه إلى واشنطن في 6 يناير، مع تهديد البعض بالعنف والتعهد بحمل السلاح. قال زعيم الأولاد الفخورون إنريكي تاريو إن أتباعه «سيكونون متخفيين» و «سينتشرون في وسط العاصمة في فرق أصغر.»
بينما كانت عملية التصديق جارية، ألقى ترامب خطابًا شجع فيه أنصاره على السير في مسيرة إلى مبنى الكابيتول. فعل الكثير منهم، ومن ثم انضموا إلى متظاهرين آخرين تجمعوا بالفعل في المنطقة وخرقوا بعنف مبنى الكابيتول واقتحموه، ودخلوا في النهاية غرفة مجلس الشيوخ بالإضافة إلى العديد من المكاتب. تم تعليق إجراءات الكونغرس، وتم نقل المشرعين لتأمين المواقع، وتم إجلاء بنس ولاحقًا بيلوسي. احتل المشاغبون غرفة مجلس الشيوخ الفارغة بينما دافع ضباط إنفاذ القانون الفيدراليون عن أرضية البيت التي تم إخلاؤها.

### محاولة خرق لوبي المتحدث وإطلاق النار عليه
الساعة 2:44 في المساء، كان تطبيق القانون يحاول «الدفاع عن جبهتين» أمام غرفة مجلس النواب، و «الكثير من أعضاء [الكونجرس] والموظفين الذين كانوا في خطر في ذلك الوقت». تم اكتشاف قنابل أنبوبية وتم تحذير ضباط شرطة الكابيتول من أن العديد من المهاجمين كانوا يحملون أسلحة مخفية.
تم نشر ثلاثة ضباط يرتدون الزي الرسمي خارج بهو المتحدث المجاور لغرف مجلس النواب، حيث تم تهديدهم من قبل حشد من المشاغبين. صاح أحد أعضاء العصابة «اللعنة على الأزرق» (اللون الأزرق في هذه الحالة يشير إلى اللون الأزرق للزي الرسمي للعديد من أقسام الشرطة). قال أحد الضباط الذين يحرسون الباب للآخرين «إنهم مستعدون للدحرجة»، وابتعد الضباط الثلاثة عن الباب. لم تعد الشرطة تعيقه، قام أحد المشاغبين، زاكاري جوردان علم، بتحطيم نافذة زجاجية تؤدي إلى ردهة المتحدث. تم تحذير بابيت من المضي قدمًا عبر النافذة: ذكر أحد الشهود أن «عددًا من رجال الشرطة والخدمة السرية كانوا يقولون «ارجع! انزل! ابتعد عن الطريق!» ؛ [بابيت] لم الاستجابة للدعوة».
بينما كانت شرطة الكابيتول تقوم بإجلاء المشرعين، حاولت بابيت التسلق عبر نافذة محطمة في باب محصن وأطلق الرصاص في الرقبة / الكتف على يد ملازم شرطة الكابيتول مايكل بيرد. مات بابيت من الجرح.
وقال النائب الجمهوري ماركواين مولين، الشاهد على محاولة باببيت الانتهاك، إن شرطة الكابيتول «لم يكن أمامها خيار سوى إطلاق النار، وأن هذا الإجراء أنقذ حياة الناس».
تم تسجيل إطلاق النار بواسطة عدة كاميرات، وتم تداول اللقطات على نطاق واسع. تم القبض على جون إيرل سوليفان، الذي سجل لقطات لإطلاق النار، لدوره في الهجوم.

## ما بعد الكارثة

### ردود فعل
حاول المتطرفون اليمينيون، وسائل الإعلام اليمينية، وأعضاء الكونغرس الجمهوريون تصوير بابيت كشهيد ووطني. وقد تم مقارنة هذه الجهود مع التمجيد النازي لهورست فيسيل. سجل الرئيس السابق ترامب رسالة بالفيديو تفيد بأنه «لا يوجد سبب يفقد آشلي حياتها في ذلك اليوم. يجب علينا جميعًا المطالبة بالعدالة لأشلي وعائلتها». وندّد الرئيس الروسي فلاديمير بوتين بإطلاق النار على بابيت ووصفه بأنه «اغتيال».

### تحقيق
بعد العملية الروتينية لإطلاق النار من قبل ضباط شرطة الكابيتول، حققت إدارة شرطة العاصمة في مقاطعة كولومبيا ووزارة العدل الأمريكية في وفاة بابيت وتوصلا إلى أن إطلاق النار كان «قانونيًا وضمن سياسة الوزارة». بعد تبرئته من ارتكاب أي مخالفات، عرّف الضابط الذي أطلق النار على بابيت في مقابلة مع شبكة إن بي سي نيوز علی أنه ملازم شرطة الكابيتول مايكل بيرد. وقال إنه تم الكشف عن اسمه سابقًا في وسائل الإعلام اليمينية والمنتديات عبر الإنترنت وأنه تلقى تهديدات عنصرية وعنيفة.